# Choču zamuž
Choču zamuž (Хочу замуж) è un film del 2022 diretto da Sof'ja Karpunina.
Il film racconta la vita di una giornalista di nome Ljuba, che ostinatamente raggiunge i suoi obiettivi: ha un buon lavoro in televisione e un fidanzato ricco, ma a causa di un incontro con Sergey la sua vita cambierà radicalmente.